# The Cleaning Lady
The Cleaning Lady è una serie televisiva statunitense di genere gangster trasmessa su Fox nel 2022, basata sulla serie televisiva argentina La chica que limpia del 2017.

## Trama
La protagonista, Thony De La Rosa, medico filippino di origine cambogiana, vive e lavora a Las Vegas. Il motivo per cui rimane negli Stati Uniti nonostante il visto scaduto è suo figlio di cinque anni, Luca, affetto da una grave malattia rara per la quale ha bisogno di un trattamento all'avanguardia per il midollo osseo. In attesa che il figlio riceva le cure, Thony lavora per un'azienda di pulizie, insieme a sua cognata Fiona. Dopo che Thony è stata accidentalmente testimone di un grave delitto di mafia, il gangster Arman Morales le offre un lavoro sia per le pulizie che come medico per la loro organizzazione criminale per pagare le cure necessarie al figlio. Intanto l'agente dell'FBI Garrett Miller la ricatta come infiltrata nell'organizzazione mafiosa.

## Episodi
| Stagione         | Episodi | Prima TV USA | Prima TV Italia |
| ---------------- | ------- | ------------ | --------------- |
| Prima stagione   | 10      | 2022         | 2022            |
| Seconda stagione | 12      | 2022         | 2023            |
| Terza stagione   | 12      | 2024         | 2025            |
| Quarta stagione  | 12      | 2025         | 2025            |

## Personaggi e interpreti

### Personaggi principali
- Thony De La Rosa, interpretata da Élodie Yung, doppiata da Chiara Gioncardi. È la Cleaning Lady che vive e lavora a Las Vegas senza permesso di soggiorno.
- Arman Morales, interpretato da Adan Canto, doppiato da Stefano Crescentini. Lavora per la criminalità organizzata di Las Vegas.
- Garrett Miller, interpretato da Oliver Hudson, doppiato da Jacopo Venturiero. Agente dell'FBI.
- Fiona De La Rosa, interpretata da Martha Millan, doppiata da Maura Cenciarelli. Cognata e amica di Thony.
- Luca De La Rosa, interpretato da Sebastien Valentino LaSalle, doppiato da Otto Bitossi. Figlio di Thony, è affetto da una rara malattia autoimmune.
- Chris, interpretato da Sean Lew. Figlio di Fiona.
- Jaz, interpretata da Faith Bryant. Figlia di Fiona.

### Personaggi secondari
- Hayak Barsamian, interpretato da Navid Negahban, doppiato da Massimo De Ambrosis. Boss di Arman Morales.
- Nadia Morales, interpretata da Eva De Dominici, doppiata da Emanuela D'Amico. Moglie di Arman.
- Marco De La Rosa, interpretato da Ivan Shaw. Marito di Thony e fratello di Fiona.
- Eric Knight, interpretato da Jay Mohr. Consigliere comunale di Las Vegas.
- Katherine Russo, interpretata da Liza Weil. Agente speciale dell'FBI, supervisore di Garrett
- Isabel Barsamian, interpretata da Shiva Negar. Figlia di Hayak Barsamian.
- Carlos, interpretato da Harold Nieves Fisch. Braccio destro di Arman.
- Renee Lawson, interpretata da Esodie Geiger, doppiata da Emanuela Baroni. Agente dell'FBI.

## Produzione

### Pre-produzione
Il 22 ottobre 2019, la Warner Bros. Television annunciava che aveva acquisito i diritti della serie televisiva argentina La chica que limpia e avrebbe sviluppando un adattamento in lingua inglese per la Fox; Miranda Kwok avrebbe dovuto scrivere e sviluppare l'adattamento della serie; produttori esecutivi, oltre alla Kwok, Melissa Carter e Shay Mitchell.
Il 23 gennaio 2020, la Fox ha commissionato un episodio pilota, il primo per la stagione televisiva 2020-2021 della rete, con Fox Entertainment e Warner Bros. Television Studios coproduttori.
A causa della pandemia di COVID-19 la serie veniva rimandata alla stagione 2021-22; il 7 maggio 2021 la Fox stabiliva che la serie sarebbe stata di dieci episodi della durata di un'ora; Melissa Carter veniva nominata showrunner e produttore esecutivo insieme alla Kwok, e Michael Offer regista e produttore esecutivo dell'episodio pilota.
Il 17 maggio 2021, durante la presentazione alla stampa e agli inserzionisti, la Fox ha confermato che la serie sarebbe stata presentata a metà della stagione televisiva 2021-22.
L'8 novembre 2021 è stato annunciato che la serie sarebbe stata trasmessa a partire dal 3 gennaio 2022.
Il 7 aprile 2022 la Fox ha confermato la serie per una seconda stagione e che sarebbe stata trasmessa a partire dal 19 settembre 2022.

### Casting
Nel marzo del 2020, Shannyn Sossamon, Adan Canto, Ginger Gonzaga e Vincent Piazza venivano scritturati per i ruoli principali dell'episodio pilota, ma la Sossamon è stata sostituita dopo la lettura del copione.
Élodie Yung è stata scritturata per sostituire la Sossamon nel ruolo principale; è stato comunicato che l'etnia del personaggio interpretato dalla Yung sarebbe stata cambiata per adattarsi alle sue origini cambogiane, ma che sarebbero stati mantenuti gli aspetti della cultura filippina. Inoltre la Fox segnalava che Martha Millan avrebbe sostituito Ginger Gonzaga e che Oliver Hudson avrebbe sostituito Vincent Piazza.
Per i ruoli secondari sono stati scritturati Shiva Negar e Jay Mohr, come pure Liza Weil ed Eva De Dominici.

### Riprese
Le riprese dell'episodio pilota sono iniziate il 10 marzo 2020 nel Nuovo Messico, ma la produzione è stata sospesa dopo tre giorni a causa della pandemia.
Dopo vari rinvii le riprese della serie TV sono avvenute ad Albuquerque tra agosto e novembre 2021.

## Distribuzione
La serie TV è stata trasmessa negli Stati Uniti dal 3 gennaio al 14 marzo 2022 su Fox.
In Italia viene trasmessa dal 4 luglio 2022 su Italia 1 in seconda serata.